# Élise Poncet
Pour les articles homonymes, voir Poncet.
Élise Poncet, née le 17 novembre 1995 à Versailles, est une coureuse de fond française spécialisée en course en montagne. Elle est vice-championne du monde de course en montagne 2019 et championne de France de course en montagne 2022.

## Biographie
Élise fait ses débuts en athlétisme sur piste et se spécialise d'abord dans le 400 mètres haies. Elle s'oriente ensuite vers les courses de fond et le cross-country, disciplines qu'elle apprécie rapidement.
Le 25 mai 2014, elle s'illustre dans la discipline de course en montagne en remportant le titre de championne de France junior de course en montagne au Chambon-Feugerolles. Elle est sélectionnée pour les championnats d'Europe de course en montagne à Gap dans l'équipe junior. Elle effectue une course remarquable, remontant de la 28e à la 15e place et remporte la médaille de bronze par équipes.
Le 1er juillet 2018, elle prend part aux championnats d'Europe de course en montagne à Skopje. Tandis que sa coéquipière Anaïs Sabrié file vers la deuxième marche du podium, Élise effectue une course solide et termine à la sixième place. Avec Clémentine Geoffray dixième, l'équipe remporte la médaille d'or.
Le 15 septembre 2019, elle remporte la course des Volcans devant la championne de France Anaïs Sabrié. L'épreuve comptant comme sélection pour les championnats du monde de course en montagne, elle obtient son ticket. Lors de ces derniers le 15 novembre à Villa La Angostura, elle effectue une course solide et malgré le terrain rendu glissant par la pluie, reste accrochée derrière l'Américaine Grayson Murphy pour remporter la médaille d'argent. Avec Christel Dewalle sixième et Anaïs Sabrié septième, elle remporte de plus la médaille d'or au classement par équipes.
Travaillant à l'office de tourisme de Saint-Gervais-les-Bains, elle se voit confier l'organisation de la montée du Nid d'Aigle qu'elle parvient à inscrire au calendrier de la Coupe du monde de course en montagne 2021,.
Le 12 juin 2022, elle fait son retour sur la scène nationale en prenant part aux championnats de France de course en montagne à Arrens-Marsous. Annoncée comme favorite, elle laisse filer Christel Dewalle en première partie de course puis tire avantage de la descente pour la doubler et s'offrir le titre.
Le 16 mai 2025, Élise Poncet bat le Record d'ascension du mont Blanc, en ski-alpinisme, en effectuant l'aller-retour entre l'église de Chamonix et le sommet du Mont Blanc en 6 h 54 min 47 s, améliorant ainsi le record absolu de plus de 30 minutes. Partie à 5 h du matin de l'église de Chamonix, elle a fait atteint le sommet en 5 h 39 et fait la descente en 1 h 15, l'ascension a été marquée par du vent fort sur la partie finale. Élise Poncet avait préparé cette tentative depuis plusieurs mois. Plusieurs personnes ce sont relayées pour l'accompagner sur le parcours, incluant Hillary Gerardi (tenante du record sans skis) et l'athlète Jakob Herrmann (de).

## Palmarès
| no  | féminin            | Course                                               | Longueur | Départ            | Temps           |
| --- | ------------------ | ---------------------------------------------------- | -------- | ----------------- | --------------- |
| 7e  | Médaille d'argent  | Monna Lisa Trail                                     | 26 km    | 25 octobre 2014   | 2 h 54 min 42 s |
| 16e | Médaille d'argent  | Matterhorn Ultraks 30K                               | 30 km    | 22 août 2015      | 3 h 25 min 7 s  |
| 70e | Médaille d'argent  | Montée du Nid d'Aigle                                | 20 km    | 16 juillet 2017   | 2 h 28 min 46 s |
| 28e | Médaille d'argent  | Skyrace des Matheysins                               | 26 km    | 6 mai 2018        | 3 h 21 min 2 s  |
| 6e  | 6e                 | Championnats d'Europe de course en montagne          | 11 km    | 1er juillet 2018  | 57 min 54 s     |
| 57e | Médaille de bronze | Skyrhune                                             | 21 km    | 22 septembre 2018 | 2 h 36 min 58 s |
| 64e | 4e                 | DoloMyths Run Skyrace                                | 31 km    | 21 juillet 2019   | 2 h 31 min 3 s  |
| 3e  | Médaille de bronze | Trophée Vanoni                                       | 5 km     | 27 octobre 2019   | 21 min 28 s     |
| 2e  | Médaille d'argent  | Championnats du monde de course en montagne          | 14,7 km  | 15 novembre 2019  | 1 h 15 min 41 s |
| 24e | Médaille d'or      | Kilomètre vertical du Mont-Blanc                     | 3,8 km   | 2 juillet 2021    | 43 min 22 s     |
| 25e | Médaille d'argent  | Skyrhune                                             | 21 km    | 25 septembre 2021 | 2 h 12 min 53 s |
| 1re | Médaille d'or      | Championnats de France de course en montagne         | 11,5 km  | 12 juin 2022      | 1 h 7 min 49 s  |
| 27e | Médaille d'argent  | Kilomètre vertical du Mont-Blanc                     | 3,8 km   | 25 juin 2022      | 46 min 17 s     |
| 41e | Médaille d'argent  | Stranda Fjord Trail Race                             | 25 km    | 6 août 2022       | 3 h 0 min 13 s  |
| 84e | 6e                 | DoloMyths Run                                        | 22 km    | 15 juillet 2023   | 2 h 38 min 22 s |
| 22e | Médaille d'or      | Alpenstadt City & Trail - Hochstaufen Trailrun       | 19 km    | 18 mai 2024       | 2 h 6 min 26 s  |
| 5e  | 5e                 | Championnats d'Europe de course en montagne - Montée | 7,6 km   | 31 mai 2024       | 53 min 58 s     |
| 16e | Médaille d'argent  | Minotaur SkyRace                                     | 33,5 km  | 22 juin 2024      | 4 h 56 min 24 s |
| 32e | Médaille d'argent  | Trophée Kima                                         | 52 km    | 24 août 2024      | 7 h 35 min 20 s |

## Records
| Épreuve               | Performance   | Date              | Lieu         |
| --------------------- | ------------- | ----------------- | ------------ |
| 800 mètres (en salle) | 2 min 33 s 84 | 4 février 2012    | Eaubonne     |
| 1 500 mètres          | 4 min 45 s 59 | 18 mai 2014       | Montbéliard  |
| 3 000 mètres          | 9 min 47 s 95 | 19 septembre 2020 | Ambilly      |
| 10 kilomètres         | 34 min 36 s   | 17 mars 2019      | Villeurbanne |